# Bandeira de Piraquara
A Bandeira de Piraquara é um dos símbolos oficiais do município, ao lado do brasão e do hino. Foi oficializada por força da lei municipal nº 8, de 29 de maio de 1977. Sua cor é totalmente grená com o brasão municipal colocado no centro do retângulo. A bandeira foi adotada em 1977, durante a gestão do prefeito Luiz Cassiano de Castro Fernandes. A atual lei dos símbolos municipais, que regulamenta o uso da bandeira municipal encontra-se em vigor desde a mesma época da adoção.

## Descrição
Seu desenho é composto de um retângulo de proporção largura-comprimento de 7:10. A Bandeira de Piraquara é composta de um retângulo grená, onde é centralizado o brasão, já passado por adoção oficial, com figuras alegóricas de trigo, uva e pedra.